# Aleixniki
Aleixniki (en rus: Алешники) és un poble de l'óblast de Volgograd, a Rússia, segons el cens del 2010 tenia 852 habitants. Pertany al districte de Jírnovsk.